# يطروفة شفاينفورتية
يطروفة شفاينفورتية (الاسم العلمي:Jatropha schweinfurthii) هي نوع من النباتات تتبع جنس اليطروفة من الفصيلة الفربيونية.